# Atomski broj
Atomski broj, protonski broj, redni broj elementa (oznaka Z) je broj protona u atomskoj jezgri. Atomski broj je jednoznačno obilježje kemijskog elementa, koji određuje njegovo mjesto u periodnom sustavu elemenata, a jednak je broju elektrona u elektronskome omotaču neutralnoga atoma. Označava se kao lijevi subskript (primjer za helij, 2He).

## Atomska teorija
U atomskoj teoriji materije, atom se sastoji od atomske jezgre oko koje kruže elektroni. Danas je općenito priznato mišljenje da se atomska jezgra svih kemijskih elemenata sastoji od pozitivno nabijenih protona i neutrona koji nemaju električni naboj. Čestice koje se nalaze u atomskoj jezgri, to jest protoni i neutroni, zovu se zajedničkim imenom nukleoni (lat. nucleus: jezgra). Neutron ima masu gotovo jednaku masi protona. Proton je jezgra vodikovog atoma, pa mu je masa jednaka masi atoma vodika. Broj protona u atomskoj jezgri koji se zove atomski broj, jednak je njezinom električnom naboju i uvijek odgovara rednom broju kemijskog elementa u periodnom sustavu. Dakle atomskim brojem određena je vrsta kemijskog elementa. 
U neutralnom atomu broj elektrona što kruže oko jezgre jednak je broju protona u jezgri. Pozitivan naboj jednog protona jednako je velik kao negativan naboj elektrona. 1869. ruski kemičar D. I. Mendeljejev otkrio je zakonitost ponavljanja kemijskih svojstva elemenata kod povećanja njihove atomske mase. On je tada sve poznate elemente poredao po rastućim atomskim masama jedan iznad drugoga i sastavio periodičku tablicu. Mendeljejev je dokazao da svaki kemijski element ima određen sastav atoma koji označuje atomska masa i mjesto u periodnom sustavu elemenata.

### Periodni sustav elemenata
Periodni sustav elemenata je sustavni tablični poredak kemijskih elemenata koji odražava njihovu atomsku građu i sličnost njihovih fizikalnih i kemijskih svojstava. Periodičkomu ponavljanju kemijskih i fizikalnih svojstava elemenata uzrok je periodička sličnost elektronske konfiguracije atoma elemenata poredanih po rastućem atomskom broju. Nova perioda u periodnom sustavu započinje kada se u elektronskoj konfiguraciji atoma počne popunjavati nova elektronska ljuska. Stoga atomi elemenata u jednoj periodi imaju jednak broj ljusaka, ali različit broj elektrona u vanjskoj ljusci (valentni elektroni). Suprotno, atomi elemenata unutar jedne skupine (stupac) imaju različit broj ljusaka, ali im je broj valentnih elektrona jednak. Kako broj valentnih elektrona određuje kemijska svojstva elementa, elementi jedne skupine imaju slična kemijskih svojstva. 
Suvremena tablica periodnoga sustava, prema preporuci Međunarodne unije za čistu i primijenjenu kemiju (IUPAC, 1988.), sadrži 7 perioda i 18 skupina elemenata. Svi su elementi u periodnome sustavu naznačeni svojim kemijskim simbolima, kojima se dodaju oznake: atomski broj (redni broj) kao lijevi supskript, a maseni broj kao lijevi superskript.